# NGC 2400
NGC 2400 – gwiazda potrójna znajdująca się w gwiazdozbiorze Małego Psa. Skatalogował ją George Phillips Bond 26 lutego 1853 roku, sądząc, że to niewielka, zamglona gromada gwiazd.